# Jason Hart

Der von Jason Hart gefahrene Ferrari 488 GTE Evo beim 24-Stunden-Rennen von Le Mans 2022

Jason Hart (* 20. Februar 1976 in Flower Mound) ist ein US-amerikanischer Autorennfahrer.

## Karriere als Rennfahrer
Jason Harts Rennaktivitäten begannen Mitte der 2000er-Jahre in verschiedenen US-amerikanischen Tourenwagenserien. Ab 2012 startete er in den nordamerikanischen Sportwagenserien wie der Trans-Am-Serie und der IMSA WeatherTech SportsCar Championship. Zwischen 2012 und 2021 gelangen ihm dabei 7 Gesamt- und 2 Klassensiege. Seine gesamte Karrierestatistik weist für die Zeit von 2006 bis 2021 bei 105 Rennstarts 26 Einzelsiege aus, was einer Siegquote von 24,8 % entspricht. 
Sein wichtigster Meisterschaftserfolg war der Sieg im Pirelli GT4 America Cup 2021. Sein Debüt beim 24-Stunden-Rennen von Le Mans endete 2022 mit dem 50. Gesamtrang.

## Statistik

### Le-Mans-Ergebnisse
| Jahr | Team           | Fahrzeug            | Teamkollege          | Teamkollege | Platzierung | Ausfallgrund |
| ---- | -------------- | ------------------- | -------------------- | ----------- | ----------- | ------------ |
| 2022 | JMW Motorsport | Ferrari 488 GTE Evo | Renger van der Zande | Mark Kvamme | Rang 50     |              |

### Einzelergebnisse in der FIA-Langstrecken-Weltmeisterschaft
| Saison | Team           | Rennwagen       | 1   | 2   | 3   | 4   | 5   | 6   |
| ------ | -------------- | --------------- | --- | --- | --- | --- | --- | --- |
| 2022   | JMW Motorsport | Ferrari 488 GTE | SEB | SPA | LEM | MON | FUJ | BAH |
| 2022   | JMW Motorsport | Ferrari 488 GTE | 50  |     |     |     |     |     |